# Dolph Briscoe
Dolph Briscoe, född 23 april 1923 i Uvalde, Texas, död 27 juni 2010 i Uvalde, Texas, var en amerikansk demokratisk politiker. Han var guvernör i Texas 1973–1979.
Briscoe härstammade från en släkt som hade bott i Texas sedan 1830-talet. Efter studier vid University of Texas gjorde han karriär som bankman och ranchägare; han ökade sitt innehav av fast egendom så mycket att han blev den störste markägaren i Texas.
I början av 1970-talet hade Texaspolitikers trovärdighet skadats på grund av flera skandaler, något som Briscoe lyckades undvika. De ekonomiska strukturerna i Texas genomgick en modernisering under Briscoes tid som guvernör.